# Kentarō Itō
Kentarō Itō (jap. 伊藤 健太郎 Itō Kentarō; ur. 3 stycznia 1974 w Hachiōji) – japoński seiyū związany z agencją Mausu Promotion.

## Role głosowe
- Ai no kusabi: Miłość na uwięzi – Riki
- Ao no Exorcist –
  - Shiratori,
  - Astaroth
- Beelzebub – Hecadoth
- Bleach – Renji Abarai
- Blood+ – Akihiro Okamura
- Busō Renkin – Washio
- D.Gray-man – Akuma Poziomu 3
- Digimon Adventure – Yukidarumon
- Digimon Frontier – Katsuharu
- Doraemon – Kumo-Kotojin
- Golden Kamuy – Yoshitake Shiraishi
- Hamtaro – wielkie przygody małych chomików –
  - Taisho-kun (Boss),
  - Conrad Iwata
- Kapitan Jastrząb – Ken Wakashimazu
- Król szamanów – Nichrom
- Miecz nieśmiertelnego – Shido Hishiyasu
- Naruto – Chōji Akimichi
- One Piece – Fukaboshi
- Pokémon –
  - Komentator wyścigu Pokémon,
  - Mizuki (Rainer),
  - Seiji (Pete Pebbleman),
  - Ghali (Scuz),
  - Nario,
  - Tobio (Wilbur)
- Yu-Gi-Oh! GX – Brron
- Zombie Loan – Asou Sotetsu